# Gen SVIP
El gen SVIP (Small VCP/p97-Interacting Protein) codifica por una proteína que es un  inhibidor de la degradación del retículo endoplasmático que también participa en la regulación de la autofagia y la vacuolización de las células. Su influencia en el metabolismo de las células cancerígenas, que ha sido recientemente descubierta, es un importante foco de estudio en la actualidad para el tratamiento de la enfermedad del cáncer. 

## Descripción

Idiograma del genoma humano con el cromosoma 11

Este gen se ha encontrado en el genoma humano y en otras especies, como por ejemplo primates, roedores y otros mamíferos placentados.

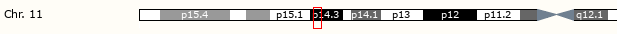
Detalle del cromosoma 11 (Humano). La región evidenciada corresponde al locus del gen SVIP.

## Descubrimiento
El estudio llevado al cabo en The Kansay Medical University de Japón en el año 2002, estaba investigando sobre la versatilidad de la proteína VCP (Valosine-containing protein). Se hipotetizó que, siendo la VCP una proteína AAA (ATPasas Asociadas a diversas Actividades celulares) era muy posible que esta tuviese determinadas proteínas adaptadoras que influyesen sobre su comportamiento.
Se aplicó la técnica del Sistema de doble híbrido a un ADN complementario extraído de una célula cerebral de rata, obteniendo dos tipos de transformantes. Uno de ellos traducía la proteína p47, que ya se sabía que se enlaza al VCP, el segundo tradujo una proteína no descubierta antes con dos regiones en forma de hélice superenrollada, que llamaron Small VCP/p97-Interacting Protein o simplemente SVIP.
Como el ADN complementario no era capaz de traducir la proteína SVIP entera se investigaron los marcadores de secuencia expresada (EST) en humanos. Encontraron seis marcadores capaces de codificar la proteína, demostrado por el hecho de que en todos estos clones el codón stop se encontraba en el 5’ upstream. Se determinó así que en humanos el gen SVIP se encuentra en el cromosoma 11 y que el codón de terminación 5’ está presente en la secuencia del genoma.
Para confirmar la existencia de la proteína en otros mamíferos, se crearon anticuerpos policlonales anti-SVIP para detectar el SVIP por Western blot e inmunoprecipitación en células 293T.

## Función
El gen SVIP (Small VCP/p97-interacting protein) codifica la proteína SVIP y tiene varias funciones, ya que está involucrado en diferentes procesos biológicos. A través de varios estudios se ha tratado de averiguar las diferentes funciones del gen SVIP.  
Regulación de la autofagia
En 2019, un equipo de la Universidad de Dalian de China, estudió cómo la proteína afecta la autofagia de las células HepG2. En su artículo exponen las experiencias realizadas para poder determinar la función de la proteína SVIP en las células del hígado, protegiendo las células a través de la autofagia. La autofagia es un proceso catabólico fundamental en las células ya que permite mantener la homeostasis de la célula degradando los compartimentos y las partículas innecesarias enviándolas al lisosoma para ser degradadas, es un proceso importante, entre otras funciones, para degradar el colágeno de la matriz extracelular. 
La proteína SVIP, regula la autofagia actuando sobre LC3-I, una proteína soluble que al juntarse con la fosfatidiletanolamina da la proteína LC3-II. Esta proteína es un detector de la autofagia ya que es reclutada para las membranas autofagosómicas. Al aumentar la expresión de la proteína SVIP, la LC3-I se lipidifica mejor para obtener la LC3-II. La autofagia también es regulada actuando sobre la proteína p62, una proteína receptora de la autofagia, que envía proteínas ubiquitiniladas para que se degraden. Al aumentar la expresión de la proteína SVIP en las células de hígado de las ratas observamos un aumento de las proteínas LC3-I y p62, lo que indica que el proceso de autofagia esta presente en las células HepG2. Esta sobre expresión de la proteína SVIP es útil para luchar contra la toxicidad inducida por el CCl4 en el hígado. 
La fibrosis hepática es una enfermedad en la cual el tejido cognitivo es acumulado en el hígado y la matriz extracelular se desarrolla de excesivamente. La fibrosis puede llevar el hígado a la cirrosis hepática. Según los estudios de la Universidad de Dalian, el CCl4 puede inducir la fibrosis hepática. Una vez en el organismo, el tetracloruro de carbono, lleva las células a acumular calcio, lo que puede llevar la célula a la necrosis. En la Universidad de Dalian, han tratado células con CCl4 para poder estudiar la influencia de la proteína SVIP en la toxicidad que el CCl4 induce. En contacto con el CCl4, vemos que la proteína SVIP protege las células hepáticas a través de la autofagia ya que este proceso podría regular la fibrosis hepática degradando el colágeno que se ha producido excesivamente. 
Inhibición de la ERAD
Una función importante del gen SVIP es su implicación en la degradación asociada al retículo endoplasmático (ERAD) uniéndose a la proteína VCP/p97. Esta degradación es una de las varias que existen para degradar proteínas mal plegadas o desplegadas. ERAD degrada las proteínas gracias al proteasoma. Se ha descubierto que el gen SVIP es un inhibidor de la ERAD. Al inhibir la degradación asociada al retículo endoplasmático, las proteínas desplegadas no son eliminadas y por lo tanto aumenta el estrés celular. El gen SVIP desfavorece las células cancerígenas, ya que al aumentar el estrés celular, evita el crecimiento celular, por lo tanto el organismo es favorecido por este decrecimiento de las células tumorales. 
En las células tumorales, el gen SVIP es silenciado por una hypermetilación en su extremo 5' de la isla CpG. Este silenciamiento le permite a la célula un crecimiento adecuado con la homeóstasis conveniente. Al recuperar la expresión del gen SVIP en estas células, el crecimiento de las células disminuye, disminuye igualmente su viabilidad y aumenta el número de proteínas asociadas con el estrés del retículo endoplasmático y disminuye la cantidad de la proteína GLUT1. Esta proteína esta sobreexpuesta en las células cancerígenas ya que estas utilizan la fermentación láctica para obtener energía y poder crecer. Entonces, al disminuir la cantidad de GLUT1, se favorecerá la respiración mitocondrial a la glycolisis aeróbica. Este cambio de respiración desfavorece a la célula cancerígena y es favorable al organismo.  
Vacuolización de las células
Otra función descubierta recientemente de la proteína: unirse a la proteína VCP/p97 para darle más versatilidad, es decir otra función.
En las ratas, la proteína SVIP, tiene dos sitios para la miristoilación (enlace entre un ácido mirístico y la glicina) y la palmitoilación (enlace covalente entre un ácido graso, el Ácido palmitoleico y una cisteína). Estos sitios se encuentran en la parte N-terminal de la proteína, que le permite interactuar con la proteína VCP/p97.
Las proteínas pueden tener varios dominios (parte de la proteína con una cierta independencia a nivel estructural) con diferentes funciones. La proteína VCP/p97, ya vista en la función anterior, tiene dos funciones conocidas: fusionar membranas y ayudar a la degradación de proteínas para mantener la homeostasis de la célula. El hecho de que tenga adaptadores diferentes le confiere varias funciones en función del adaptador, como con la proteína SVIP. Contiene un dominio ("ND1 Domain") que le permite interactuar específicamente con la SVIP. La proteína VCP/p97 interactúa con varios adaptadores pero al experimentar con las dos otras proteínas y la SVIP en células mamíferas, se ha concluido que cada una interactúa de manera especifica con VCP/p97, es decir que cada proteína da una función concreta a VCP/p97 cuando interactúan. Las células en las cuales SVIP interactúa con VCP/p97 tienen un proceso de vacuolización activo que las otras proteínas no crean. Se cree que las vacuolas son originadas por el retículo endoplasmático.
El gen SVIP (Small VCP/p97-Interacting Protein) codifica por una proteína que es un inhibidor de la degradación del retículo endoplasmático.

## Patologías relacionadas

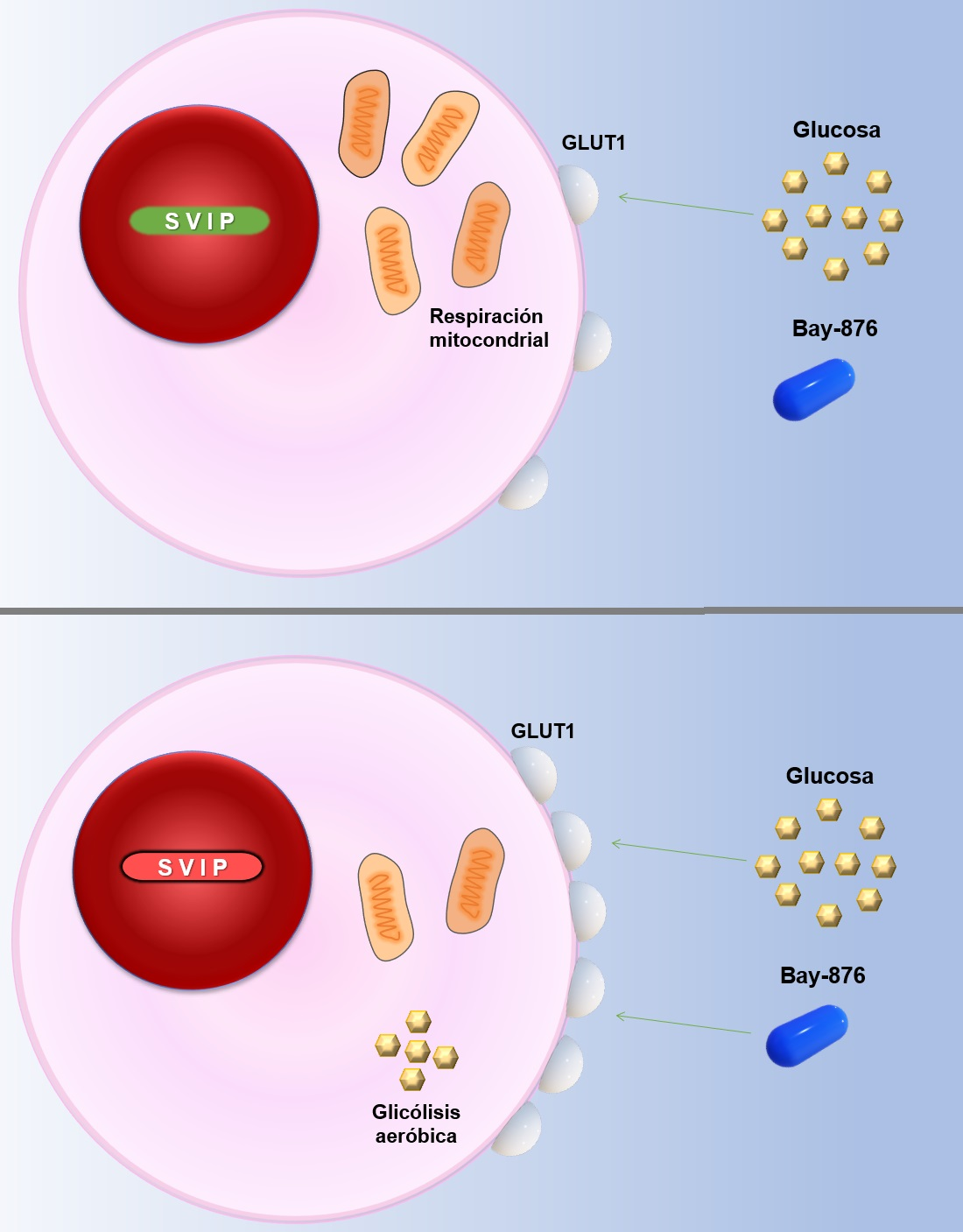
Efecto de la metilación de SVIP y tratamiento con Bay-876Representación gráfica de la célula con recuperación de la expresión del gen SVIP (parte superior), en la que la glucosa entra a la célula por los transportadores de glucosa GLUT1 y se produce la respiración de la glucosa a través de los mitocondrias. En este caso, Bay-876 no afecta al funcionamiento de la célula.
Representación gráfica de la célula con el gen SVIP metilado (parte inferior), en la que la glucosa entra a la célula por los transportadores de glucosa GLUT1, que se encuentran sobre expresados, y se produce la respiración de la glucosa a través de la fermentación láctica. En este caso, Bay-876 afecta a los transportadores de glucosa impidiendo su funcionamiento.

El reciente estudio del grupo, de investigadores del IDIBELL, de 2019, demuestra una alteración en el gen SVIP que induce a la reprogramación metabólica de las células cancerosas.
Uno de los aspectos más comunes en los tumores humanos es la presencia del Efecto Warburg, caracterizado por el fenotipo metabólico de la fermentación láctica. Éste se distingue de la respiración celular, entre otros aspectos, por una mayor captación de glucosa y producción de lactato independientemente de la concentración de oxígeno, una mayor tasa de glicólisis y un nivel reducido de fosforilación oxidativa a través del ciclo de Krebs. A pesar de que la producción energética de la glicólisis es muy inferior a la de la respiración de la glucosa completa, este cambio en el metabolismo resulta positivo en las células cancerosas ya que se da la producción de metabolitos de la glucosa que promueven el crecimiento celular y un aumento en la producción de ATP no oxidativa, aportando a las células la capacidad de tener mucha energía y de poder crecer rápidamente.
El gen SVIP, un inhibidor de la degradación del retículo endoplasmático, es silenciado en las células cancerosas mediante la hipermetilación de la isla CpG del gen. La alteración epigenética del gen SVIP es uno de los mecanismos que permiten a la célula controlar las vías de regulación de la cantidad y la calidad de las proteínas, es decir, las vías de degradación del retículo endoplasmático. Las células cancerosas realizan esta alteración epigenética con el objetivo de superar el ambiente hostil causado por el estrés metabólico y proteotóxico intracelular y de esta forma poder sobrevivir y proliferar sin ser destruidas.
El gen SVIP interactúa con la VCP/p97, una enzima responsable de la degradación del retículo endoplasmático, así pues, la pérdida del gen es una manera efectiva de tratar el estrés endoplasmático para la célula cancerosa. Se ha demostrado que la restauración del gen SVIP en aquellas células que había sido metilado aumenta el estrés que, consecuentemente, bloquea el crecimiento de las células tumorales y produce un aumento de la expresión de una gran cantidad de proteínas, muchas de las cuales son necesarias para realizar el metabolismo mitocondrial. Este hecho sugiere que el gen SVIP tiene un papel importante en la regulación del metabolismo de las células cancerosas.
Las células cancerosas expresan el efecto Warburg gracias a cambios genéticos y epigenéticos. Gracias a este estudio se ha podido deducir que el silenciamiento epigenético del gen SVIP es un método frecuente mediante el cual los tumores, sobre todo los de tipo cabeza y cuello  consiguen esta reprogramación metabólica. Las células que contienen esta alteración epigenética se caracterizan por una mayor captación de glucosa y producción de lactato, una menor masa y actividad mitocondrial y una mayor dependencia de la glucosa. En cambio, la restauración del gen SVIP en estas células convierte el fenotipo de Warburg en uno de respiración mitocondrial.
Las células con el defecto epigenético de SVIP, presentan altos niveles de GLUT1, una proteína responsable de la captación celular, en líneas generales y tumores primarios, mientras que in vitro, estas células tienen una gran dependencia de la glucosa para su crecimiento. Estas células cancerosas son muy sensibles al tratamiento con Bay-876, un inhibidor específico de GLUT1, mientras que la recuperación de SVIP produce resistencia al medicamento. Puesto que los tumores humanos que tienen una sobreexpresión de GLUT1 se asocian a un mal pronóstico en los pacientes, este aspecto puede ser muy significativo en el contexto clínico.